# Онгарбаева, Сындыбала
Сындыбала Онгарбаева (каз. Сындыбала Оңғарбаева, 1902 год, аул Костобе, Туркестанский край, Российская империя — 2000 год, Костобе, Байзакский район, Жамбылская область, Казахстан) — колхозник, звеньевая свекловодческого звена колхоза «Красная Звезда», Герой Социалистического Труда (1948).

## Биография
Родилась в 1902 году в крестьянской семье в ауле Костобе (сегодня — Байзакский район, Жамбылская область, Казахстан). В 1929 году вступила в колхоз «Красная Звезда» Джамбулского района Джамбулской области. В 1939 году была назначена звеньевой свекловодческого звена. На этой должности проработала до 1960 года, когда вышла на пенсию.
В 1945 году свекловодческое звено под руководством Сындыбалы Онграбаевой собрало с участка площадью 6 гектаров по 210 центнеров сахарной свеклы вместо запланированных 180 центнеров. В 1946 году было собрано с участка площадью 7 гектаров по 315 центнеров сахарной свеклы вместо плана 200 центнеров. В 1947 году с участка площадью 4 гектара было собрано по 703 центнеров сахарной свеклы и с участка площадью 2 гектара — по 801 центнера. За этот доблестный труд Сындыбала Онгарбаева была удостоена в 1948 году звания Героя Социалистического Труда.
В колхозе «Красная Звезда» также трудились звеньевые П. Шидакова, К. Теребаева, Марзия Ибрагимова и Я. Агалиева, которые тоже были удостоены звания Героя Социалистического Труда.
Участвовала во всесоюзной выставке ВДНХ.
После выхода на пенсию в 1960 году проживала в селе Костобе. Скончалась в 2001 году.

## Награды
- Герой Социалистического Труда (1948);
- Орден Ленина (1948);
- Медаль «За доблестный труд в Великой Отечественной войне 1941—1945 гг.».
- Золотая, серебряная и бронзовая медали ВДНХ.